# Wiwilí de Nueva Segovia
Wiwilí de Nueva Segovia là một khu tự quản thuộc tỉnh Nueva Segovia, Nicaragua. Khu tự quản Wiwilí de Nueva Segovia có diện tích 398 ki lô mét vuông. Đến thời điểm năm 2005, huyện Wiwilí de Nueva Segovia có dân số 16344 người.